# Helena Trojańska (film 2003)
Helena Trojańska (ang. Helen of Troy) – amerykański dwuczęściowy film telewizyjny z 2003. Jest to ekranizacja eposu Homera, Iliady. Reżyserem był John Kent Harrison, a scenariusz napisał Ronni Kern. Czas filmu to około 180 minut. Każda część trwa około półtorej godziny. Film zawiera elementy filmu kostiumowego, akcji, melodramatu, występują w nim elementy fantastyczne. Zdjęcia wykonano na Malcie.

## Fabuła
Część pierwsza
Akcja toczy się w starożytności. Głównymi postaciami są Helena i Parys. Parys jest synem króla Troi. Jednak zaraz po urodzeniu zostaje porzucony w górach. Powodem jest ciążąca na nim klątwa: Jeśli Parys będzie żył, Troja spłonie. Parysa znajduje, przygarnia i wychowuje jeden z miejscowych pasterzy. Dorosły Parys przypadkowo decyduje się przybyć do Troi na turniej. Okazuje się, że jego rodzice go rozpoznają, mówią mu kim naprawdę jest i chcą by z nimi pozostał. Wkrótce Parys zostaje wysłany na poselstwo do Sparty, by zapobiec wojnie z Grekami, której ryzyko jest coraz większe.
Helena jest córką Zeusa i najpiękniejszą kobietą na świecie. Wszyscy mężczyźni wokół pożądają jej. Jednak ona jest przeznaczona Parysowi (obietnica dana księciu przez Afrodytę). Helena jest pod opieką króla Sparty. Gdy ginie jedyny następca spartańskiego tronu, król chce wydać za mąż Helenę. Greccy królowie (którzy akurat w komplecie przebywają w Sparcie) rzucają kośćmi o to, który posiądzie Helenę. Wcześniej przysięgają, że wszyscy będą bronić praw zwycięzcy do Heleny. Wygrywa Menelaos. Niedługo po ślubie, do Sparty przybywa Parys. Tam spotyka Helenę i oboje wyraźnie pragną być ze sobą. W nocy Helena przybywa do Parysa z ostrzeżeniem o tym, że Grecy chcą go zabić. Razem uciekają ze Sparty na statek do Troi. Grecy mają teraz konkretny powód do wojny. Wkrótce wypływa cała grecka flota na podbój Troi.
Część druga
Parys z Heleną przybywają do Troi. Za nimi przypływa grecka armia. Po krótkich rokowaniach król Priam postanawia odmówić Menelaosowi zwrotu żony. Grecy szturmują miasto, jednak bezskutecznie. Następnie akcja filmu przesuwa się dziesięć lat do przodu. Wtedy zapadają decydujące rozstrzygnięcia wojny. Menelaos walczy z Parysem o Helenę. Jednak ten pojedynek pozostaje nierozstrzygnięty. Następnie, jednego dnia Achilles zabija Hektora, Parys Achillesa, a Agamemnon Parysa. Następnego dnia Grecy pozorują wycofanie się z wojny. Przed murami Troi zostawiają jednak drewnianego konia. Trojanie wciągają go wewnątrz murów miasta. W nocy z konia wychodzą greccy żołnierze: otwierają oni bramę miasta, a następnie dokonują rzezi w mieście. Agamemnon okazuje się zdobywcą Troi. Ginie jednak z rąk żony następnego dnia. Helena zaś odchodzi z Menelaosem, któremu wystarczy bycie blisko niej.

## Obsada
- Sienna Guillory jako Helena
- Matthew Marsden jako Parys
- Rufus Sewell jako Agamemnon
- James Callis jako Menelaos
- John Rhys-Davies jako Priam
- Maryam d’Abo jako Hekabe
- Daniel Lapaine jako Hektor
- Emilia Fox jako Kasandra
- Nigel Whitmey jako Odyseusz
- Joe Montana jako Achilles
- Craig Kelly jako Polluks
- Stellan Skarsgard jako Tezeusz
- Katie Blade jako Klitajmestra
- Kristina Paris jako Ifigenia
- Manuel Cauchi jako opiekun Parysa

## Nagrody i nominacje
Nagroda Emmy 2003
- Najlepsza charakteryzacja w miniserialu lub filmie tv – Giancarlo Del Brocco, Alfredo Tiberi, Cesare Paciotti, Federica Jacoponi (nominacja)

Nagroda Stelita 2003
- Najlepszy miniserial (nominacja)